# Jorge Ramos Hernández
Jorge Ramos Hernández (Tijuana, Baja California, 11 de julio de 1968) es un político mexicano, miembro del Partido Acción Nacional desde 1990, realizó estudios de Derecho en la Universidad Autónoma de Baja California (Plantel Tijuana), en la Universidad Iberoamericana Tijuana y en el CUT Universidad en Tijuana, nunca logrando concluir el nivel Licenciatura. Ha sido presidente Municipal de Tijuana de 2007 a 2010.

## Trayectoria
Comenzó su carrera política y pública desempeñando algunos puestos dentro del Partido Acción Nacional. En 1998, obtuvo un lugar en el Cabildo de Tijuana, durante la administración de Francisco Vega de Lamadrid. En 2001 fue nombrado Director de Desarrollo Social Municipal, en la administración de Jesús González Reyes.
Fue candidato del PAN a presidente municipal en las Elecciones estatales de Baja California de 2004, sin embargo perdió frente a Jorge Hank Rhon, regresando así, el PRI a la alcaldía de Tijuana.
Tras las elecciones, fue nombrado por José Guadalupe Osuna Millán, gobernador de Baja California, director de la Comisión Estatal de Servicios Públicos de Tijuana (CESPT) de 2005 a 2006. En 2007 volvió a ganar la postulación de su partido y, en esta ocasión, resultó electo presidente municipal del XIX Ayuntamiento de Tijuana. Durante su mandato, fue nombrado consejero nacional de Banobras de 2009 a 2010. En la iniciativa privada se desempeñó como director general del Raquetbol Río desde 2005 hasta 2016.
Fue electo diputado federal por el IV Distrito desde septiembre de 2015 hasta febrero de 2018 y presidente de la Comisión de Seguridad Pública e integrante de la Comisión Bicamaral de Seguridad Nacional en la Cámara de Diputados.
En 2018, se lanzó a la candidatura al Senado por Baja California, en la coalición Por México al Frente conformado por el Partido Acción Nacional (PAN), Partido de la Revolución Democrática (PRD) y Movimiento Ciudadano (MC) en fórmula con Gina Cruz Blackledge. 
En su desarrollo empresarial, cuenta con certificaciones internacionales de Coaching corporativo-empresarial (2020) y en Transformación Cuántica (2019) con John Hanley Phd. Fundador de la metodología.
En 2021 se postuló como candidato de la coalición "Va por México" por la Alcaldía de Tijuana, Baja California, al finazar las elecciones perdió ante la candidata de la coalición "Juntos Hacemos Historia" Montserrat Caballero Ramírez.